# Hedwig von Beit
Hedwig von Beit (Fráncfort del Meno, 1896-1973) fue una investigadora narrativa y académica privada alemana.

## Biografía
Hedwig von Beit se hizo conocida por su extenso libro Symbolik des Märchen, publicado en 1952. En él interpreta una variedad de cuentos de hadas, sobre todo los cuentos de hadas de los hermanos Grimm y los de la literatura mundial en comparación con la inclusión de muchas narrativas paralelas y creencias diferentes.
Las interpretaciones psicológicas fueron aportadas por Marie-Louise von Franz y se basan en las enseñanzas de Carl Gustav Jung: los personajes de los cuentos de hadas se interpretan como arquetipos y funciones psicológicas.
Los críticos censuraron la traducción rígida a las fórmulas de Jung o la creación despreocupada de referencias a material de comparación elegido arbitrariamente. Sin embargo, según Max Lüthi, el trabajo “puede considerarse un gran éxito”. Que los cuentos de hadas expresen eventos intrapsíquicos "se hace probable hasta que haya evidencia".

## Obra (selección)
- Symbolik des Märchens

1. Versuch einer Deutung. 7. Aufl. Francke Verlag, Bern 1986, ISBN 3-317-01171-8 (EA 1952)
2. Gegensatz und Erneuerung im Märchen. 6. Aufl. 1997, ISBN 3-7720-1392-9 (EA 1956)
3. Registerband. 6. Aufl. 1997, ISBN 3-7720-1393-7 (EA 1957)

- Das Märchen. Sein Ort in der geistigen Entwicklung Francke Verlag, Bern 1965.